# Тера нова (ТВ серија)
Тера нова (енг: Terra Nova) је америчка научно фантастична телевизијска серија. Прва епизода, од сат и по времена, премијерно је приказана 26. септембра 2011. године. У Србији се емитује од 5. децембра на Фокс лајфу. Серија прати живот Шенонове породице 85 милиона година у прошлости.

## Радња
Серија прати Шенонову породицу која креће на путовање кроз прошлост, до праисторијске Земље, у оквиру експеримента чији је циљ спасавање људске расе. Године 2149, планета је пренасељена, а највећи део биљног и животињског света истребљен. Будућност човечанства је неизвесна, а једина нада за преживљавање је у далекој прошлости.
Када научници неочекивано открију процеп у времену, то чини могућим изградњу портала који ће их одвести у давну прошлост, па се рађа смела идеја да се човечанство пресели у праисторију, и тиме се отвара друга прилика: да се изгради цивилизација и да се то овог пута учини како треба.
Након доласка, Шенонови бивају представљени командиру Нејтанијелу Тејлору, харизматичном вођи. Тејлор упозорава путнике да, иако је Тера нова место нових могућности, она није идилична као што изгледа. Околни терен врви опасностима, а то нису само диносауруси. Ту је такође и група одметника која је дошла у шестом контингенту које предводи Мира.
Такође, Шенонови сумњају да немају баш сви у Тера нови исту визију о спасавању човечанства и да постоје силе које имају намеру да униште нови свет.

## Улоге
| Глумац          | Улога                      |
| --------------- | -------------------------- |
| Џејсон О’Мара   | Џим Шенон                  |
| Лендон Либоирон | Џош Шенон                  |
| Шели Кон        | Др Елизабет Шенон          |
| Наоми Скот      | Меди Шенон                 |
| Алана Мансур    | Зои Шенон                  |
| Елисон Милер    | Скај                       |
| Стивен Ланг     | Командант Натанијел Тејлор |
| Кристин Адамс   | Мира                       |